# CCTV 텔레비전 문화 센터 화재

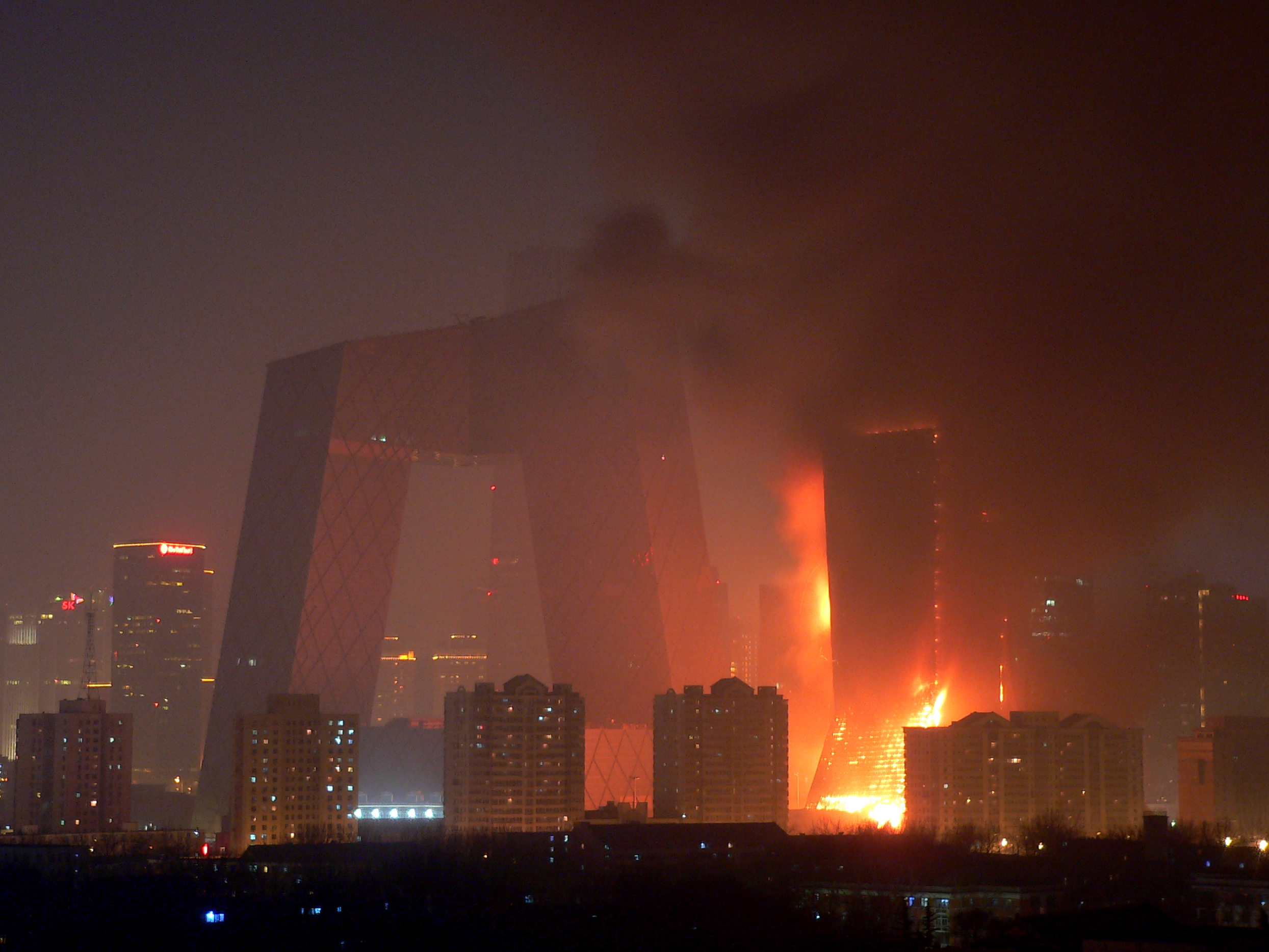
CCTV 텔레비전 문화 센터에서 화재가 발생한 모습

CCTV 텔레비전 문화 센터 화재는 2009년 2월 9일 CCTV 텔레비전 문화 센터에서 발생한 화재 사고이다. 이 화재 사고가 중국 대륙을 경악하게 만들어 내는 사건이기도 하며, 대형 인명 사고가 우려될 것으로 예상된다.

## 사고 개요
2009년 2월 9일 베이징 중심가의 광화루에 있는 CCTV 텔레비전 문화 센터에서 화재가 발생하였다. 불이 난 지 5시간 지남에도 불꽃이 워낙 거세어서 진화 작업이 제대로 되지 않았으며, 문화센터 건물이 전소되면서 비로소 꺼졌다.
화재 원인으로 정월대보름을 맞아 근처에서 벌어진 폭죽놀이의 불꽃으로 인한 화재인 것으로 추정되고 있다.

## 같이 보기

### 일반 주제
- 중국중앙텔레비전
- CCTV 본사 빌딩

### 연관 화재 사건
- 2010년 상하이 아파트 화재
- 대연각호텔 화재
- 울산 삼환아르누보 화재
- 그렌펠 타워 화재 참사
- 플라스코 빌딩 화재 참사